# A.O. Near East Kesariani
L'A.O. Near East Kesariani è una società cestistica avente sede a Kaisarianī, nella prefettura di Atene, in Grecia. Fondata nel 1927, gioca nel campionato greco.
Disputa le partite interne nella Near East Indoor Arena, che ha una capacità di 1.300 spettatori.

## Palmarès
- Campionato greco: 1

1935-1936
- A2 Ethniki: 1

1997-1998